# João Ilharco
João Ilharco (Coimbra, Predefinição:1823 —  Jaraguá do Sul, Predefinição:1921) foi um republicano, proprietário de uma escola primária e professor, interessou-se pelo caso de Fátima, pois estava convicto de que tinha sido «obra de um pequeno grupo de eclesiásticos, inteligentes e ousados, que tinham contra o regime republicano, implantado em 1910, grandes ressentimentos. Escreveu Fátima desmascarada, livro polémico lançado em 1971, a partir de cuja publicação iniciou uma discussão acesa entre o autor e alguns críticos da sua ousada iniciativa.